# Pompeyo Davalillo
Pompeyo Antonio Davalillo Romero (Cabimas, Zulia, Venezuela, 5 de junio de 1928-Santa Teresa del Tuy, Aragua, Venezuela, 28 de febrero de 2013) fue un jugador y mánager de béisbol venezolano,  el cuarto jugador Venezolano en participar en las Grandes Ligas y el primer Venezolano en dirigir un equipo de béisbol profesional de otro país. Era apodado en Estados Unidos Yo-Yo, por la dificultad que tenían los cronistas de ese país, en pronunciar su nombre: Pompeyo.

## Biografía
Davalillo nació en la ciudad Zuliana de Cabimas. Uno de los peloteros más excitantes de la historia del béisbol venezolano, mánager de los buenos y forjador de nuevas generaciones de jugadores, así se puede catalogar a Pompeyo Davalillo. En Venezuela se estrenó como pelotero profesional el 17 de octubre de 1952, con sus Leones del Caracas.
Fue un buen fildeador, se destacó como jugador del cuadro, en segunda, tercera base o el campo-corto. Poseía un poderoso brazo. Gran bateador y veloz corredor, de una sapiencia, conocimiento, intensidad y picardía en el juego única. Disfrutaba con alegría el béisbol como ninguno. Apasionado, tanto como jugador como entrenador o mánager, que en ocasiones llegó a establecer  acaloradas discusiones con los umpires. 
Sus amplios conocimientos, enseñanzas y ocurrencias eran absorbidos por los peloteros más jóvenes, que les era de gran utilidad para su mejoramiento y desarrollo.

### Selección de Venezuela en el exterior (1951)
En 1951, fue seleccionado para representar a Venezuela en una serie contra Nicaragua. Allí jugando la tercera base, se ganó el premio de “Jugador Más Útil” de Venezuela, donde fue campeón estafador, campeón infielder y segundo mejor bateador.
Luego asistió como pelotero a los Juegos Panamericanos de Buenos Aires (Argentina), a la XII Serie Mundial de Béisbol Amateur en México y en el mes de septiembre del año 1952, a la XIII Serie Mundial de Béisbol Amateur de La Habana (Cuba).

### Inicio en el béisbol profesional
El 17 de octubre de 1952, debutó en el béisbol profesional venezolano, jugando con el Cervecería Caracas.
Pompeyo Davalillo en su primer partido se fue de 4-2 con 2 carreras anotadas, 1 carrera impulsada y 1 robo de base. En su primera temporada como profesional fue elegido “Novato del Año” y representó a Venezuela en la Serie del Caribe.
El Caracas estaba integrado por el grande-liga e ídolo venezolano Alfonso “Chico” Carrasquel (SS), Guillermo Vento (OF), Gale Wade (OF), Dalmiro Finol (1B/OF), Pompeyo Davalillo (IF), Miguel Sanabria (IF), Luis Oliveros (IF), Willy DeMars (IF), Paul Reed (1B), Lloyd Gerhardt (1B/OF), Ferrell Anderson (C), Albino Bobb (C), José de la Trinidad “Carrao” Bracho (P), Julio Bracho, Luis “Mono” Zuloaga (P), Daniel “Chino” Canónico, Johosie Heard (P), Dick Starr (P), Charlie Bishop (P), Willie Ramsdell (P), entre otros. El cubano Martín Dihigo “El Maestro” (Mánager).

### Llegada a las Grandes Ligas
Pompeyo se convirtió el primero de agosto de 1953, en el primer beisbolista Zuliano y apenas el cuarto Venezolano en jugar en las Grandes Ligas, al formar filas con los Senadores de Washington, cuando contaba 25 años de edad. 
Se uniformó de grandeliga, sólo después de Alejandro “Patón” Carrasquel, Chucho Ramos y El 'Chico' Alfonso Carrasquel.
Fue el 1 de agosto de 1953, el día que debutó en las Mayores con el equipo Senadores de Washington, jugando contra el equipo de los Medias Blancas de Chicago, donde estaba Alfonso “Chico” Carrasquel. Tras una lesión del campo-corto Pete Runnels, en el séptimo inning, entró Pompeyo Davalillo a sustituirlo en esa posición. Enfrentó en su primer turno al bate al lanzador Billy Pierce, quien lo ponchó.
Ese juego significó el primer encuentro en la historia en el cual participaron y se enfrentaron dos peloteros nativos de Venezuela (El 'Chico' Alfonso Carrasquel por Medias Blancas de Chicago y Pompeyo Davalillo por Senadores de Washington) ambos en la misma posición, el campo corto.
Sin embargo, en su segundo partido, su suerte cambiaría, en una serie que enfrentaron a los Indios de Cleveland. Ese día, el 6 de agosto de 1953, en el Griffith Stadium de la ciudad de Washington D. C., Pompeyo Davalillo como segundo bate del line-up, enfrentó al fenomenal Bob Feller, bateó de 3-2 y anotó 2 carreras. En el séptimo inning se convirtió en el primer venezolano en estafar el home-plate en un partido de Grandes Ligas. Lo realizó frente a lanzador relevista William “Bill” Wight y el receptor Joe Tipton, para darle la victoria a su equipo. Los Senadores de Washington vencieron a los Indios de Cleveland 4 carreras a 1.
Con solo 1,60 m de estatura, Pompeyo es el segundo jugador más pequeño en la historia del béisbol de grandes ligas. Sólo con la excepción de “un truco publicitario” de 1951, en el que un actor enano llamado: Eddie Gaedel tuvo un turno al bate para los St. Louis Browns, quedando registrado oficialmente como el jugador más pequeño en participar en las grandes ligas, motivo que impide a Pompeyo ser el jugador profesional de más baja estatura que ha jugado en Grandes Ligas.
Entre sus compañeros de equipo, se encontraban: Ed Fitz Gerald (C), Mickey Vernon (1B), Wayne Terwilliger (2B), Pete Runnells (SS), Eddie Yost (3B), Jim Busby (OF), Jackie Jensen (OF), Clyde Vollmer (OF), Jerry Snyder (SS), Frank Sacka (C), Bob Posterfield (P), Spec Shea (P), Walt Masterson (P), Chuck Stobbs (P), Johnny Schmitz (P), Sonny Dixon (P), Jerry Lane (P), los cubanos Conrado Marrero (P), Julio Moreno (P) y “Sandy” Consuegra (P), Al Sima (P), entre otros.
Con su juego “caribe” —pícaro, audaz, alegre— dejó una marca en Grandes Ligas. Su carrera en la mejor pelota del mundo fue corta, apenas jugó 19 partidos, 16 de ellos en plan de campocorto titular, en los 23 días que los Senadores lo mantuvieron arriba.
En su carrera como grande-liga participó en un total de 19 partidos, en la Liga Americana, con el equipo de los Senadores de Washington. Tuvo 58 turnos al bate, conectó 17 hits, 1 doble, anotó en 10 ocasiones e impulsó 2 carreras, recibió 1 bases por bolas, 7 ponches y se estafó 1 base. Dejó un promedio de bateo de .293, porcentaje de bateo con hombres en base de .305 y de slugging de .310. Dejó un promedio de fildeo de .935. Solamente jugó en las Mayores en la temporada de 1953.
La consolidación de Pompeyo Davalillo con Washington se vio truncada el 28 de enero de 1954, durante un partido entre Caracas y Gavilanes que se disputó en el estadio Concordia de Cabimas. Ese día sufrió doble fractura de la pierna derecha.

### Momentos inolvidables en Grandes Ligas
APODADO “YO-YO”. Dificultades para pronunciar nombre y apellido de Pompeyo_Davalillo, llevaron al narrador de los Senadores, Bob Wolf, a llamarlo Yo-Yo y así se quedó.
JUNTO A “CHICO”. El 3 de agosto de 1953, Davalillo jugó contra los ChiSox, cuyo titular del campocorto era “Chico” Carrasquel. Primer juego de MLB con dos venezolanos.
ROBO DE HOME. El 6 de agosto de 1953 robó el plato en el 7.º inning de un juego que ganaron 4-1 a Cleveland. Bill Wight y el cácher Joe Tipton formaron la batería de la tribu.
2 JUEGOS DE 3 HITS. Dos veces en su corta carrera ligó tres hits en un juego. El 15 de agosto en el Fenway Park de Boston y el 18 de agosto en el mítico Yankee Stadium.

## Legado
Se temía que perdería la carrera, pero reapareció a los cuatro meses en República Dominicana, como refuerzo del club Águilas del Cibao.
En la Serie del Caribe de 1953, celebrada en la ciudad de Caracas (Venezuela), el equipo Cervecería Caracas era favorito. Su mánager era “El Maestro” cubano Martín Dihigo y tenían un equipo muy competitivo entre los que destacaban: Alfonso “Chico” Carrasquel, Pompeyo Davalillo, Dalmiro Finol, Piper Davis, entre otros.
Entre 1954 y 1960 destacó en AAA, especialmente con los Cubans Sugar Kings de La Habana y en Venezuela con los Leones del Caracas.
En el año de 1954, jugó con el recién creado equipo cubano “Cuban Sugar Kings” de La Habana, donde estuvieron numerosas estrellas del béisbol del Caribe que no pudieron jugar en las Grandes Ligas por el sistema de cuotas y de tipo racial. Allí Pompeyo Davalillo jugó con sus compañeros: Octavio “Cookie” Rojas, Leonardo “Leo” Cárdenas, Orlando Peña, Miguel Cuéllar, José J. Azcúe, Saturnino Escalera, Raúl Sánchez, Vicente Amor, Elio Chacón, Emilio “El Indio” Cueche, José de la Trinidad “Carrao” Bracho, Luis “Camaleón” García, Julián Ladera, Daniel Morejón, Rogelio “Borrego” Álvarez, Luis Arroyo, Carlos “Patato” Pascual, Conrado Marrero, Pedro Formental, el panameño Pat Scantlebury, entre otros. En su primera temporada de 1954, alcanzaron los play-off. Ese equipo, fue dirigido por figuras de la talla de Regino Otero (premiado como “Manager del Año” en 1954), Tony Pacheco, Napoleón Reyes, Preston Gómez y Tony Castaño.
En la temporada de 1955, jugando para el “Cuban Sugar Kings”, Pompeyo Davalillo participó en 147 juegos, tuvo 587 turnos al bate, conectó 163 hits, 22 dobles, 6 triples, 1 jonrón, anotó 76 carreras, empujó 59, estafó 7 bases, recibió 24 boletos y se ponchó en 33 ocasiones, dejando un promedio de bateo de .278, porcentaje de bateo con hombres en base de .311 y de slugging .341, lo que constituyó una de sus mejores campañas en las menores.
El 9 de febrero de 1957, en el juego inaugural de la IX Serie del Caribe, celebrada en La Habana (Cuba), el venezolano Pompeyo Davalillo, camarero del Caracas, conectó 5 hits en 5 turnos al bate, ante el equipo puertorriqueño de los Indios de Mayagüez.
En el año 1959, el equipo “Cuban Sugar Kings”, quedó en tercer lugar de la International League, al tener un valioso cuadro de jugadores como “Leo” Cárdenas, Elio Chacón, Pompeyo Davalillo, “Cookie” Rojas y los grandes bateadores Daniel Morejón, Tony González, “Borrego” Álvarez y el receptor Enrique Izquierdo.
Ese año ganaron la llamada “Pequeña Serie Mundial”. El 2 de octubre de 1959, Carl Yastrzemski había dado un cuadrangular; “Leo” Cárdenas hizo una espectacular jugada a la defensiva en el campo-corto que pasó al venezolano Elio Chacón para realizar un estupendo doble-play. Morejón atrapó con un gran salto un batazo de Robbins que se iba del parque por el jardín izquierdo.
Entre los presentes viendo el juego estaban: Fidel Castro, Camilo Cienfuegos, el presidente Oswaldo Dorticós y el “Ché” Guevara. En el inning 11, Pompeyo Davalillo anotó la carrera de la victoria de su equipo.
El 6 de octubre de 1959, quedarían campeones con hit de Daniel Morejón impulsor de Raúl Sánchez. Los fanáticos saltaron al terreno de juego para celebrar y llevar a hombros a los jugadores del “Cuban Sugar Kings”.
En la temporada de 1961, estuvo en las menores con el Jersey City, donde dejó promedio de bateo de .328, en 69 encuentros.
En la temporada de 1962 se fue a jugar a la pelota mexicana. Allí con los Tigres de México en 1962 dejó promedio de bateo de .306 y la campaña de 1963, dejó un promedio de bateo de .339.
En Venezuela, participó en 13 temporadas, en campañas regulares, jugó 1.469 partidos, tuvo 1.770 turnos al bate, dio 483 hits, 63 dobles, 18 triples, 3 jonrones, anotó 249 carreras e impulsó 134, estafó 69 bases, dejó promedio de bateo de .273 y .334 de slugging. Tuvo 4 campañas dejando un promedio de bateo de .300 o más puntos: 1956-1957 (.300), 1957-1958 (.301), 1958-1959 (.331), y 1960-1961 (.301). Como jugador, se tituló campeón en 5 ocasiones con el Caracas (1952-1953, 1956-1957, 1961-1962, 1963-1964 y 1966-1967).
A los 37 años se retiró como pelotero, debido a las numerosas lesiones que tuvo. Su última temporada como jugador de pelota en Venezuela fue la de 1966-1967, con los Leones del Caracas. Tras retirarse como pelotero, se dedicó con éxito al aspecto técnico del juego.

## Carrera como mánager
En 1964, Inició su carrera como mánager del equipo Salamanca en México. Convirtiéndose así en el primer Venezolano en dirigir un equipo de béisbol profesional de otro país.
Luego fue llamado para trabajar como entrenador de primera base con el Caracas, siendo el entrenador de tercera base, Alejando “Patón” Carrasquel, quien lo ayudó y aconsejó mucho como técnico.
En la campaña 69-70, Pompeyo Davalillo se había estrenado como mánager del conjunto capitalino y siguió hasta la 71-72. Pese a que logró llegar dos veces a la semifinal, no pudo pasar a la serie final.
En las décadas de 1970 y 1980 dirigió numerosas selecciones nacionales en eventos internacionales tales como: “Juegos Panamericanos”, “Juegos Centroamericanos y del Caribe”, “Juegos Bolivarianos” y varias otras competencias mundiales amateur, entre otros certámenes.
Durante veintiocho años estuvo al frente de la divisa de la Universidad Central de Venezuela (UCV) en la pelota AA caraqueña.
Fue un respetado técnico, ya sea como entrenador o mánager, por su gran estrategia y habilidad en la toma de decisiones acertadas en el juego. Siempre fue muy inteligente, astuto, arriesgado, con mucho liderazgo y apego a sus jugadores.
En la Liga Mexicana de Béisbol Profesional participó como mánager en 7 temporadas, con 912 partidos, de los cuales obtuvo 453 victorias y 459 derrotas, para porcentaje de juegos ganados/perdidos de .497. Dirigió a Rieleros de Aguascalientes en las temporadas 1976 y 1977, Coahuila en 1978, Olmecas de Tabasco en 1997 y 1998, y Unión Laguna en 1999.
En Venezuela, en la década de 1980`s, con los Tiburones de La Guaira, desarrolló un gran trabajo como entrenador y mánager, junto a Graciano Ravelo, ya que formó a la famosa “Guerrilla” integrada por los peloteros venezolanos: Luis Salazar, Oswaldo “Ozzie” Guillén, Carlos “Café” Martínez, Gustavo Polidor, Alfredo Pedrique, Norman Carrasco, Argenis Salazar, Raúl Pérez Tovar, Robert Marcano, Juan Francisco Monasterios y los lanzadores Luis Lunar, Ángel Hernández y Luis Mercedes Sánchez, entre otros. Pompeyo Davalillo era un incansable trabajador, con mucha disciplina, fue como un padre para muchos de ellos. Sus entrenamientos eran extenuantes, ya que quería que sus jugadores dieran el máximo en el terreno.
Además también se desempeñó como ejecutivo para los Tigres de Aragua en las temporadas del 1972 al 74.
En la temporada 1984-85 se encargó como mánager de los Leones del Caracas tras el despido de Bark Rogers por el bajo rendimiento del equipo; sin embargo, no pudo lograr su cometido de clasificar al equipo. Cabe destacar que en medio de esa temporada fallecería el jugador Gonzalo Márquez en un accidente de tránsito.
Su época más destacada como estratega en Venezuela, fue la de los 90`s, en ella logró capturar tres títulos: dos consecutivos para las Águilas del Zulia (1991-1992 y 1992-1993) y uno con los Leones del Caracas (1994-1995). En la temporada 1992-1993 logra vencer a los Navegantes  del Magallanes por barrida (4-0).
Los triunfos eran celebrados por los equipos campeones con bastante alegría y Pompeyo Davalillo, lloraba con una gran emoción con cada éxito. Todos los jugadores lo levantaban y lanzaban al cielo, como un héroe, en señal de júbilo.
En esa última zafra (1994-1995), Pompeyo Davalillo había sustituido a Phil Regan como mánager en los inicios del torneo, logrando que el Caracas recuperara su sitial. Pudo vengarse de Magallanes cuando, el 20 de enero, se realizó en Maracaibo una doble jornada de desempate para la final y ahí les ganó en un segundo juego extra (en el primer juego de Caracas v.s Magallanes realizado fuera de sus sedes) el pase a la final.
Los Leones del Caracas se impusieron a los turcos 5-4. De esta manera, obtuvo el pase para disputar el título frente a las Águilas del Zulia.
Pompeyo se reivindicó ante la afición tras perder los primeros dos partidos “ante su antiguo equipo” Las Águilas del Zulia en Maracaibo, logrando ganar cuatro juegos seguidos. Los tres siguientes juegos en la capital como home club y el cuarto y último de regreso en el nido de las Águilas, para darle así el campeonato y la diadema número 15 a la tropa de melenudos capitalinos,
El 29 de enero de 1995 con la decidida intervención de Omar Vizquel tanto a la defensiva y ofensiva, además de una magistral presentación del abridor Urbano Lugo Jr con Calvin Jones y Ugueth Urbina, en calidad de relevistas, los Leones del Caracas detuvieron a la ofensiva de los zulianos y lograron imponerse en el sexto juego de la final con marcador de 5-2.
Tras el triunfo final, bañado en lágrimas, fue cargado por los peloteros de los Leones como héroe indiscutible de esa gesta y felicitado también por algunos de los peloteros de Águilas del Zulia, ese día fue profeta en su tierra y recibió el mayor tributo con grandes ovaciones de su público preferido: el público de Maracaibo..!
Posteriormente, fue por varios años entrenador y mánager de los Caribes de Oriente, llevándolos a su primera postemporada en el campeonato 1996-1997. El 2 de enero de 1997 volvió a vencer a las Águilas del Zulia 14 carreras por 1, en un juego extra para definir el pase al Round-Robin. Su última campaña como mánager de Caribes fue la 1997-1998 y repitió el pase a la siguiente ronda semifinal.
Tras su retiro del béisbol profesional se dedicó a continuar impartiendo sus conocimientos como Asesor Deportivo en PDVSA Occidente y Coordinador de Deportes de la Alcaldía de Cabimas.

## Récord como mánager en series del Caribe
En 1992, las Águilas del Zulia quedaron en segundo lugar, al estar empatados con 4 victorias y 2 derrotas con el equipo puertorriqueño de los Indios de Mayagüez, quien a la postre se titularía campeón al decidir en un juego extra, al vencer al Zulia 8-0. Se jugó en el estadio “Héctor Espino” en la ciudad de Hermosillo (México).
En 1993, las Águilas del Zulia quedaron empatadas en el tercer lugar con el Mazatlán (México), al obtener 2 victorias y 4 derrotas. El equipo campeón fue el boricua Santurce, quien se tituló en un juego extra contra los dominicanos de las Águilas del Cibao. Se jugó en el estadio “Teodoro Mariscal” en la ciudad de Mazatlán (México).
En 1995, los Leones del Caracas quedaron en tercer lugar, al estar empatados con 1 victoria y 5 derrotas con el equipo mexicano de Hermosillo. El equipo invicto fue el puertorriqueño San Juan, al obtener 6 victorias, y titularse campeón de la serie. Se jugó en el estadio “Hiram Bithorn”, en la ciudad de San Juan (Puerto Rico).
Fue scout de los Angelinos de California por muchos años. Entre los muchos y buenos jugadores que firmó, tenemos a: Victor Davalillo, Jesús Marcano Trillo, César Gutiérrez, Antonio Armas, Baudilio Díaz, Urbano Lugo Jr., Miguel Ángel García, Gustavo Polidor, Oswaldo Guillén y Argenis Salazar, entre otros.
Jugó en una época donde era muy difícil para un pelotero latinoamericano llegar a las Grandes Ligas. Sin embargo, fue muy querido por la afición venezolana y cubana, por su forma de jugar al béisbol.
La campaña 2013-2014 de la LVBP se jugó en su memoria.
El número 1, que siempre utilizó en sus uniformes ha sido retirado por los equipos: Leones del Caracas, Águilas del Zulia y Caribes de Anzoategui.
Desarrolló una importante labor como formador de nuevas generaciones de deportistas y fue uno de los fundadores de la institución Criollitos de Venezuela.

## Fallecimiento
Falleció en Santa Teresa del Tuy el 28 de febrero de 2013, a los 84 años, tras sufrir complicaciones de un accidente vascular cerebral asociado con fallas respiratorias y renales.